# Hibiscus aridus
Hibiscus aridus är en malvaväxtart som beskrevs av Robert Allen Dyer. Hibiscus aridus ingår i Hibiskussläktet som ingår i familjen malvaväxter. Inga underarter finns listade i Catalogue of Life.